# Garabito (canton)
Garabito est un canton (deuxième échelon administratif) costaricien de la province de Puntarenas au Costa Rica.